# Цахвоа
Цахвоа — гора, высшая точка Краснодарского края. Высота вершины 3346 метров над уровнем моря.

## География
Вершина расположена в северной оконечности хребта Герцена, входящего в систему Главного Кавказского хребта. Находится в междуречье рек: Малая Лаба, Цахвоа (правый приток Малой Лабы) и Безымянка в Мостовском районе Краснодарского края на территории Кавказского Государственного природного биосферного заповедника.
На северных склонах горы расположен один из самых больших в Краснодарском крае ледников общей площадью около 2500 квадратных метров, спускающийся по крутым скальным склонам тремя узкими языками.
Гора Цахвоа — одна из самых красивых вершин на Кавказе. Пользуется популярностью у туристов и альпинистов.